# Кадіс (Вісконсин)
Кадіс (англ. Cadiz) — місто (англ. town) в США, в окрузі Ґрін штату Вісконсин. Населення — 747 осіб (2020).

## Демографія
Згідно з переписом 2010 року, у місті мешкало 815 осіб у 330 домогосподарствах у складі 241 родини. Було 373 помешкання
Расовий склад населення:
| - 98,8 % — білих - 0,1 % — вихідців з тихоокеанських островів |

До двох чи більше рас належало 1,1 %. Частка іспаномовних становила 1,6 % від усіх жителів.
За віковим діапазоном населення розподілялося таким чином: 21,8 % — особи молодші 18 років, 64,9 % — особи у віці 18—64 років, 13,3 % — особи у віці 65 років та старші. Медіана віку мешканця становила 45,7 року. На 100 осіб жіночої статі у місті припадало 102,7 чоловіків;  на 100 жінок у віці від 18 років та старших — 103,5 чоловіків також старших 18 років.
Середній дохід на одне домашнє господарство  становив 72 175 доларів США (медіана — 60 625), а середній дохід на одну сім'ю — 79 127 доларів (медіана — 70 000). Медіана доходів становила 48 250 доларів для чоловіків та 35 089 доларів для жінок. За межею бідності перебувало 8,2 % осіб, у тому числі 13,9 % дітей у віці до 18 років та 6,7 % осіб у віці 65 років та старших.
Цивільне працевлаштоване населення становило 475 осіб. Основні галузі зайнятості: виробництво — 17,5 %, освіта, охорона здоров'я та соціальна допомога — 15,8 %, сільське господарство, лісництво, риболовля — 15,8 %.